# Kaisaniemen puisto

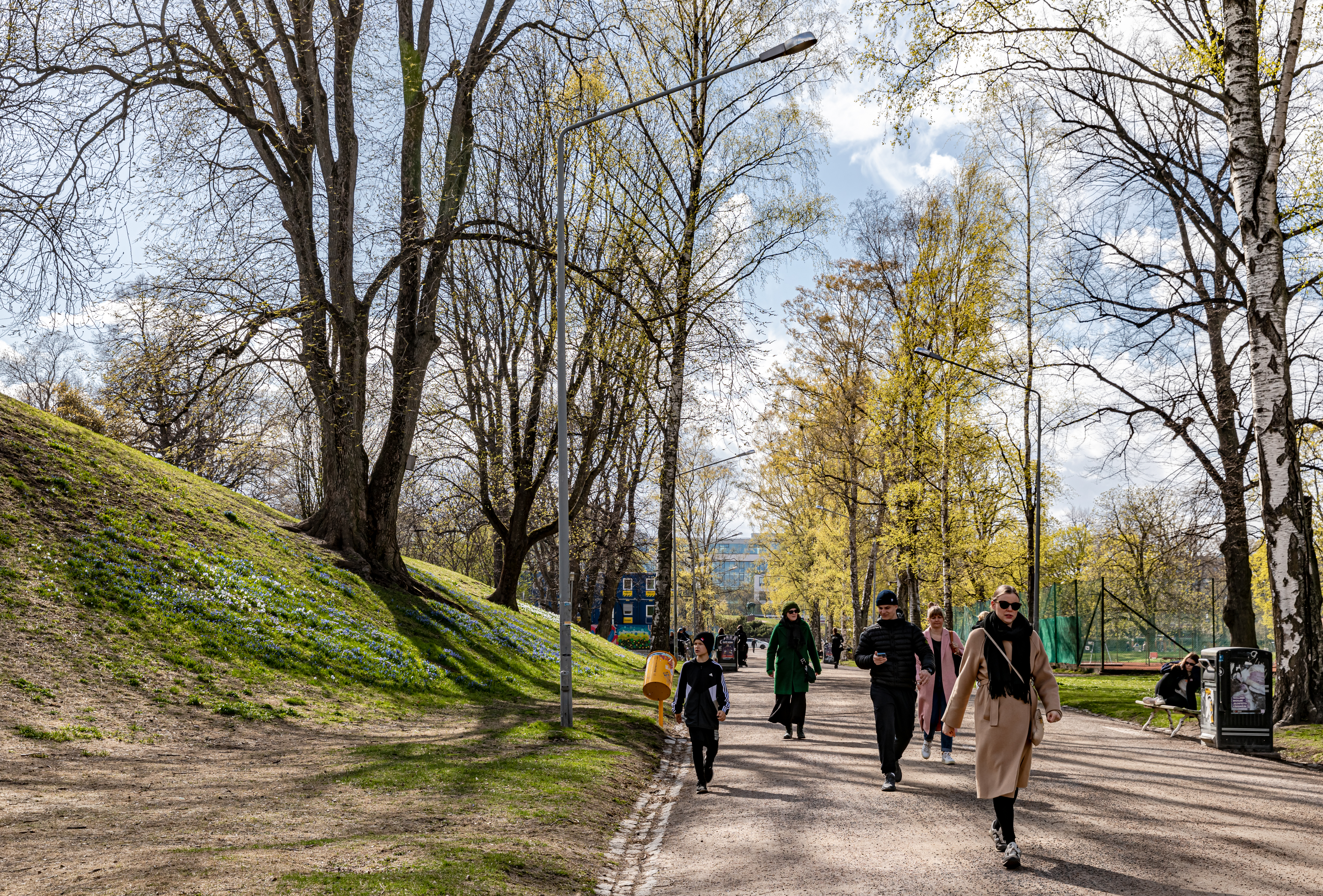
Der Park im Frühling 2022

Kaisaniemen puisto (finnisch) oder Kajsaniemiparken (schwedisch; beide deutsch „Park Kaisaniemi“; auch Kaisis bzw. Kajsis genannt) ist ein Park im Stadtteil Kluuvi in Helsinki.

## Lage und Name
Der Park Kaisaniemi liegt auf der gleichnamigen Landzunge (finnisch niemi) in der Bucht Kaisaniemenlahti im zentralen Helsinki. Benannt ist dieser Ort nach der Gastwirtin Catharina „Cajsa“ Christina Wahllund (1771–1843), die dort 1839 einen beliebten Ausschank eröffnete.
Der informelle Name ist finnlandschwedisch Kajsis bzw. in finnischer Schreibung Kaisis.

## Geschichte

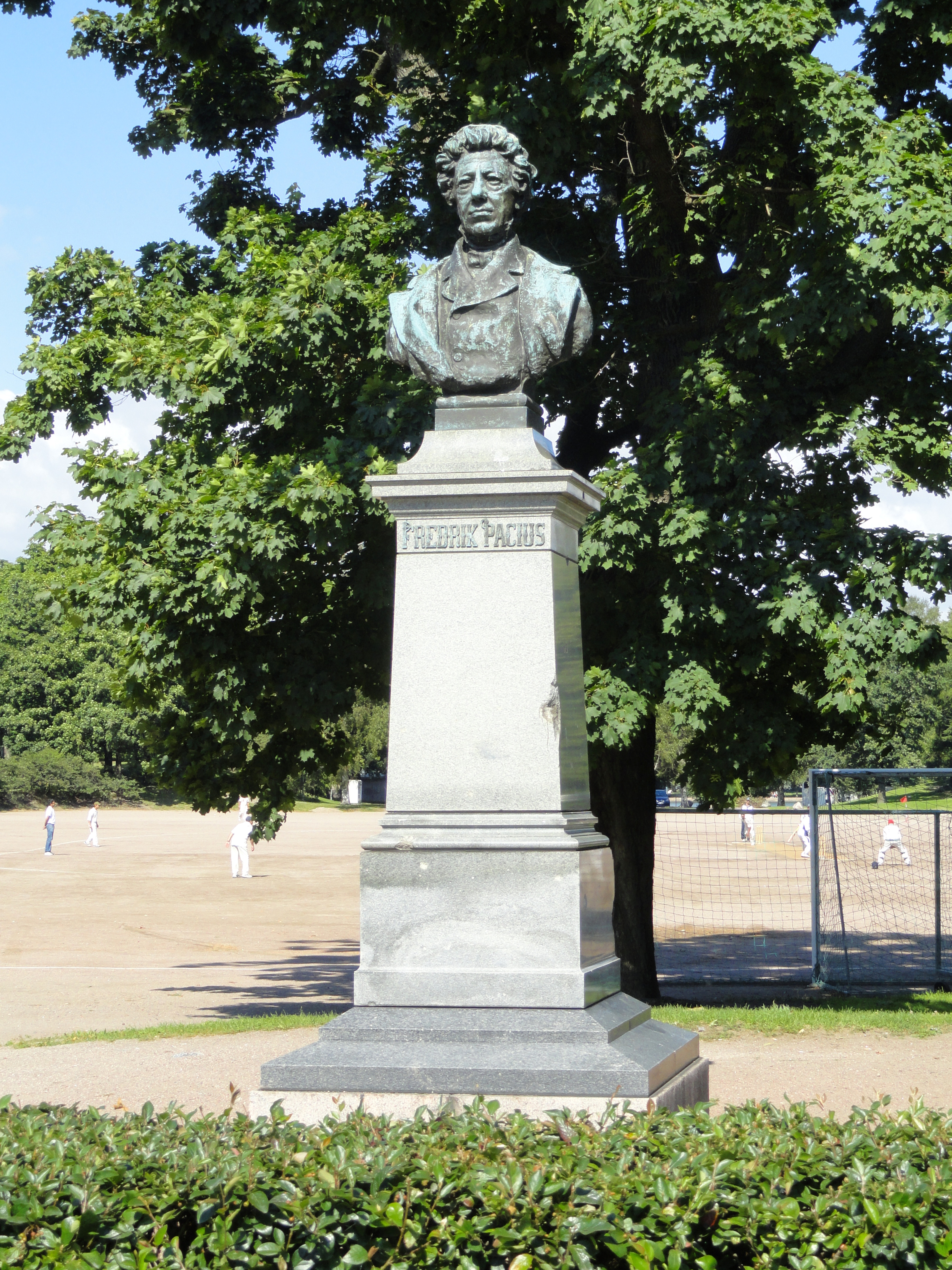
Die 1895 errichtete Büste von Fredrik Pacius.

Der Park Kaisaniemi wurde bereits im 18. Jahrhundert als städtischer Garten genutzt. 1829 wurde ein Teil des Geländes der Universität Helsinki für einen botanischen Garten überlassen. Dort befindet sich heute das älteste Gewächshaus der Stadt, das 1889 eröffnet wurde. Im Park steht mit dem Freimaurergrab auch das älteste öffentliche Denkmal Helsinkis. 1839 öffnete Cajsa Wahllund dort ihr Wirtshaus, heute Restaurant Kaisan Helmi.
Kaisaniemen puisto dient heute als Veranstaltungsort für Konzerte und Feste, wie dem Helsinki-Tag und dem Kulturfestival Maailma kylässä (englisch World Village Festival, wörtlich „die Welt im Dorf“). Der finnlandschwedische Männerchor Akademiska Sångföreningen tritt traditionell am 1. Mai im Park auf, in dem sich eine Büste des Chorgründers Fredrik Pacius befindet. Von 2001 bis 2010 fand dort zudem das Metal-Festival Tuska statt. Der Park verfügt über verschiedene Sportanlagen, darunter ein Fußballfeld sowie Basketball- und Tennisplätze.
Seit Beginn der 2020er-Jahre ist das Areal wiederholt im Zusammenhang mit Drogenkonsum und -handel, öffentlich thematisiert worden. Laut Medienberichten wurde die Situation durch eine mehrjährige Renovierung erschwert, während der unter anderem die Beleuchtung zeitweise unzureichend war. Geplant ist eine neue Radverbindung, die künftig an den Kaisatunnel anschließen soll.